# Hyantis xanthophthalma
Hyantis xanthophthalma är en fjärilsart som beskrevs av Johannes Karl Max Röber 1903. Hyantis xanthophthalma ingår i släktet Hyantis och familjen praktfjärilar. Inga underarter finns listade i Catalogue of Life.